# Kirby Muxloe
Kirby Muxloe – wieś w Anglii, w hrabstwie Leicestershire. Leży 7 km na zachód od miasta Leicester i 147 km na północny zachód od Londynu.